# Abi Gamin
El Abi Gamin o Ibi Gamin (en hindi: अबी गमिन) es una montaña del Himalaya situada en el distrito de Chamoli, en el estado de Uttarakhand en la India, 2 km al noreste del Kamet. Yace en la frontera septentrional del distrito de Chamoli, donde la India colinda con el Tíbet. El Abi Gamin se localiza en la región central del Himalaya, en el punto culminante de la cordillera Zanskar. Está situada en la cuenca de los ríos Alaknanda y Dhauli, entre los pasos Mana y Niti en la frontera indo-tibetana. El Abi Gamin es el segundo pico más alto de la región, después del Kamet. Es también uno de los quince picos sietemiles del Uttarakhand, y como tal, es un pico significativo. Sin embargo, no es particularmente independiente, debido a que yace cerca del pico Kamet que es más alto, solamente separados por el paso de montaña conocido como collado Meade, a 7138 m de altitud. La montaña fue explorada (junto con el resto del grupo de montañas) por Richard Strachey, en 1848; esta fue la primera ocasión que las grandes alturas de estos picos fueran conocidas. En 1855, los hermanos Schlagintweit nombraron a esta cordillera como Abi Gamin Occidental, Central y Oriental. Esto corresponde al Mukut Parbat, el Kamet y el Abi Gamin, respectivamente.

## Historial de escalada
El primer intento por escalar el pico fue realizado por los hermanos Adolf y Robert Schlagintweit desde el lado tibetano, subiendo por la arista noreste. Estimaron haber alcanzado una altitud aproximada de 6710 m en el Kamet, aunque en realidad se encontraban escalando el Abi Gamin. Dicho intento resultó en un récord de altura ampliamente reconocido en aquel entonces.
Durante la expedición india de 1874-77, bajo el mando de E.C. Ryall, I.S. Pocock instaló una plancheta para dibujar a una altitud de 6720 m en el flanco occidental del Abi Gamin.
Entre 1907 y 1913, varias expediciones intentado llegar el Kamet, alcanzaron grandes alturas en los flancos de la montaña. En 1907, Thomas George Longstaff hizo un reconocimiento de las proximidades del Kamet Purbi (al oriente), y el equipo de Charles Francis Meade siguió por la misma ruta en 1913 para alcanzar el collado Meade, por encima del flanco oriental del macizo. Los intentos de A.M. Slingsby en 1911 y 1913, y de Charles Francis Meade en 1912, fueron por el flanco occidental del glaciar de Kamet Pachhmi (al occidente). Dichas expediciones alcanzaron el collado Slingsby a 6400 m, entre el Mukut Parbat y el Abi Gamin, pero fracasaron en ir más arriba de los 7010 m.
El Abi Gamin fue escalado hasta la cumbre por primera vez en 1950, por una pequeña expedición anglo-suiza compuesta por el biólogo Alfred Tissierès, R. Dittert, y G. Chevalley (suizos) y Kenneth Berrill (británico). Se acercaron por el lado norte a través del Tíbet, alcanzando el paso Mana. Su ruta por la arista Noreste fue la misma que los hermanos Schlagintweit habían intentado casi un siglo antes. La cumbre fue alcanzada por los tres escaladores suizos, quizás acompañados por el sherpa Dawa Thondup.
En 1953 y 1955, las expediciones indias bajo el mando del mayor Nandu Jayal, escalaron el pico por la arista suroeste desde el collado Meade, y llegaron al flanco oriental del mazico, desde el glaciar Purbi Kamet. Ascensiones posteriores han sido por esta ruta.
El 8 de junio de 1988, Govind Joshi, de la expedición india First Youngest, escaló el Abi Gamin con tan solo 17 años de edad. Se convirtió en la persona más joven en escalar el Abi Gamin sin tener conocimiento alguno en montañismo y sin la ayuda de oxígeno suplementario. La expedición Ramjas Old Student Adventure Association de Nueva Delhi, liderada por C.S. Pandey, visitaron el Kamet y el Abi Gamin sin un doctor cualificado, e intentaron el riesgoso experimento de alimentarse solamente con vegetales durante el viaje, del cual regresaron exitosamente.

## Picos vecinos
Mukut Parbat, Kamet y el Mana. Los tres picos están unidos por una arista.

## Rutas
- Arista Noreste (a través del paso Mana y el glaciar Mang Gang).
- Glaciar Purbi Kamet, collado Meade, cara Sur de la arista Suroeste.
- Arista Noroeste.